# Běla Kolářová
Běla Kolářová, rozená Helclová (24. března 1923 v Terezíně – 12. dubna 2010 v Praze) byla česká fotografka a výtvarná umělkyně. Jako žena Jiřího Koláře zůstala pro veřejnost v jeho stínu a tvořila mu zázemí po dobu jejich společného života, Jiří a Běla Kolářovi ale dlouhá léta spolupracovali, vytvářeli i společná díla.

## Život a dílo
V roce 1941 ukončila studium na obchodní škole a nastoupila v knihkupeckém a tiskařském družstvu Mladé proudy (pozdější Dílo). Po jeho zavření nacisty v roce 1943 odešla pracovat do Baťových závodů ve Zlíně, čímž se vyhnula totálnímu nasazení. Tam se v roce 1944 setkala s Jiřím Kolářem, který do Zlína přijel sestavovat poválečný ediční program družstva Dílo. V roce 1949 se vzali. V letech 1952–1953 byl Jiří Kolář vyslýchán Stb a vězněn.
V roce 1956 onemocněla tuberkulózou, pobývala po sanatoriích a odešla ze zaměstnání. Začala se věnovat fotografii, na zdravotních procházkách po vršovické, žižkovské a vinohradské periferii. Začátkem 60. let přešla i na jiné formy umění – přímou práci s fotografickým papírem, lepené koláže a asambláže.
Poprvé vystavovala 1962 v pražském Mánesu, pak 1964 se skupinou Křižovatka, kterou spoluzaložila (1963). První samostatnou výstavu měla v roce 1966 v Galerii na Karlově náměstí.
Po normalizaci nesměli Kolářovi vystavovat, ani publikovat. V roce 1977 podepsal Jiří Kolář Chartu 77. V roce 1979 Kolářovi odjeli na roční studijní pobyt do západního Berlína, ale nebylo jim povoleno se vrátit, usadili se tedy v Paříži. Jiří Kolář byl odsouzen za nedovolené opuštění Československa k ročnímu vězení a ztrátě majetku. Běla Kolářová se v roce 1981 vrátila do Prahy vyřizovat záležitosti spojené s propadnutím jeho majetku, ale úřady jí až do roku 1985 nepovolily odjet za manželem.
Tehdy se Běla Kolářová zcela věnovala své výtvarné činnosti a tehdy vzniklo mnoho jejích koláží a asambláží. Po čtyřech letech odloučení jí pak bylo povoleno vydat se za manželem, který byl v Paříži uznávaný a hojně vystavovaný.
Po listopadu 1989 Běla Kolářová navštívila Prahu a v roce 1999 se manželé definitivně vrátili. Jejich vztah zůstal bezdětný.
Jiří a Běla Kolářovi také sbírali díla svých přátel. Ještě rok předtím než Kolář zemřel, pořádali v roce 2001 ve Veletržním paláci výstavu Kolář-Sběratel. Tuto kolekci, spolu s některými vlastními díly v roce 2002 věnovali pražskému Museu Kampa, které založili manželé Jan a Meda Mládkovi.
Běla Kolářová byla autodidakt. Pro své experimentální postupy je řazena k průkopníkům českého neokonstruktivního a minimálního umění a po roce 1989 se jí dostalo i mezinárodního uznání.

### Zastoupení ve sbírkách
- Národní galerie v Praze
- Musée d'Art Moderne de la Ville de Paris
- Moravská galerie v Brně
- Uměleckoprůmyslové museum v Praze
- Oblastní galerie Vysočiny v Jihlavě
- Severočeská galerie výtvarného umění v Litoměřicích
- Galerie Benedikta Rejta v Lounech
- Galerie Klatovy-Klenová
- Muzeum umění Olomouc
- Východočeská galerie v Pardubicích
- sbírka Pražské plynárenské
- soukromé sbírky doma i v zahraničí

### Autorské výstavy
- 1966 Galerie na Karlově náměstí, Praha
- 1975 Fotografie, Minigalerie VUVL, Brno
- 1990 Galerie J. & J. Donguy, Paříž
- 1991 Galerie U Bílého jednorožce, Klatovy
- 1992 Fotografie / Photographs 1961 - 1966, Pražský dům fotografie Praha
- 1992 Galerie Stará radnice, Brno
- 1992 Fotografie z počátku šedesátých let ze sbírek Moravské galerie v Brně, Galerie Stará radnice, Brno
- 1995/96 Malá retrospektiva, Galerie ’60/’70, Praha
- 1997 Severočeská galerie výtvarného umění v Litoměřicích, Dům umění města Brna, Dům U Jonáše, Pardubice
- 1998 Neznámé písmo, Galerie U prstenu, Praha
- 2001 Galerie Jiřího a Běly Kolářových, Praha
- 2003 Amos Andersonin taidemuseo (Amos Anderson Art Museum), Helsinky
- 2003/4 Egon Schiele Art Centrum, Český Krumlov
- 2004 Fotografie a asambláže, Galerie Montanelli, Praha
- 2006 Veletržní palác, Národní galerie v Praze
- 2006 Intimní experiment: Tvorba Běly Kolářové, Galerie Magna, Ostrava
- 2006 Experiment, řád, důvěrnost: Ženské rastry Běly Kolářové, Muzeum umění Olomouc
- 2008 Asambláže a fotografie, Museum Kampa, Praha
- 2010 Galerie Louvre, Praha
- 2013 Běla Kolářová, Raven Row, Londýn